# دانييل هوروويتز
دانييل هوروويتز (بالإنجليزية: Daniel Horowitz)‏ هو محامي أمريكي، ولد في 14 ديسمبر 1954 في نيويورك في الولايات المتحدة.